# روستورف ان در روت
روستورف ان در روت (به آلمانی: Ruhstorf an der Rott) یک شهر در آلمان است که در پاساو واقع شده‌است.

## خصوصیات
روستورف ان در روت ۵۱٫۳۹ کیلومترمربع مساحت دارد ۳۱۹ متر بالاتر از سطح دریا واقع شده‌است.